# 대한민국 형법 제19조
대한민국 형법 제19조는 독립행위의 경합에 대한 형법총론의 조문이다.

## 조문
제19조(독립행위의 경합) 동시 또는 이시의 독립행위가 경합한 경우에 그 결과발생의 원인된 행위가 판명되지 아니한 때에는 각 행위를 미수범으로 처벌한다.

틀:한문